# Sen Dog

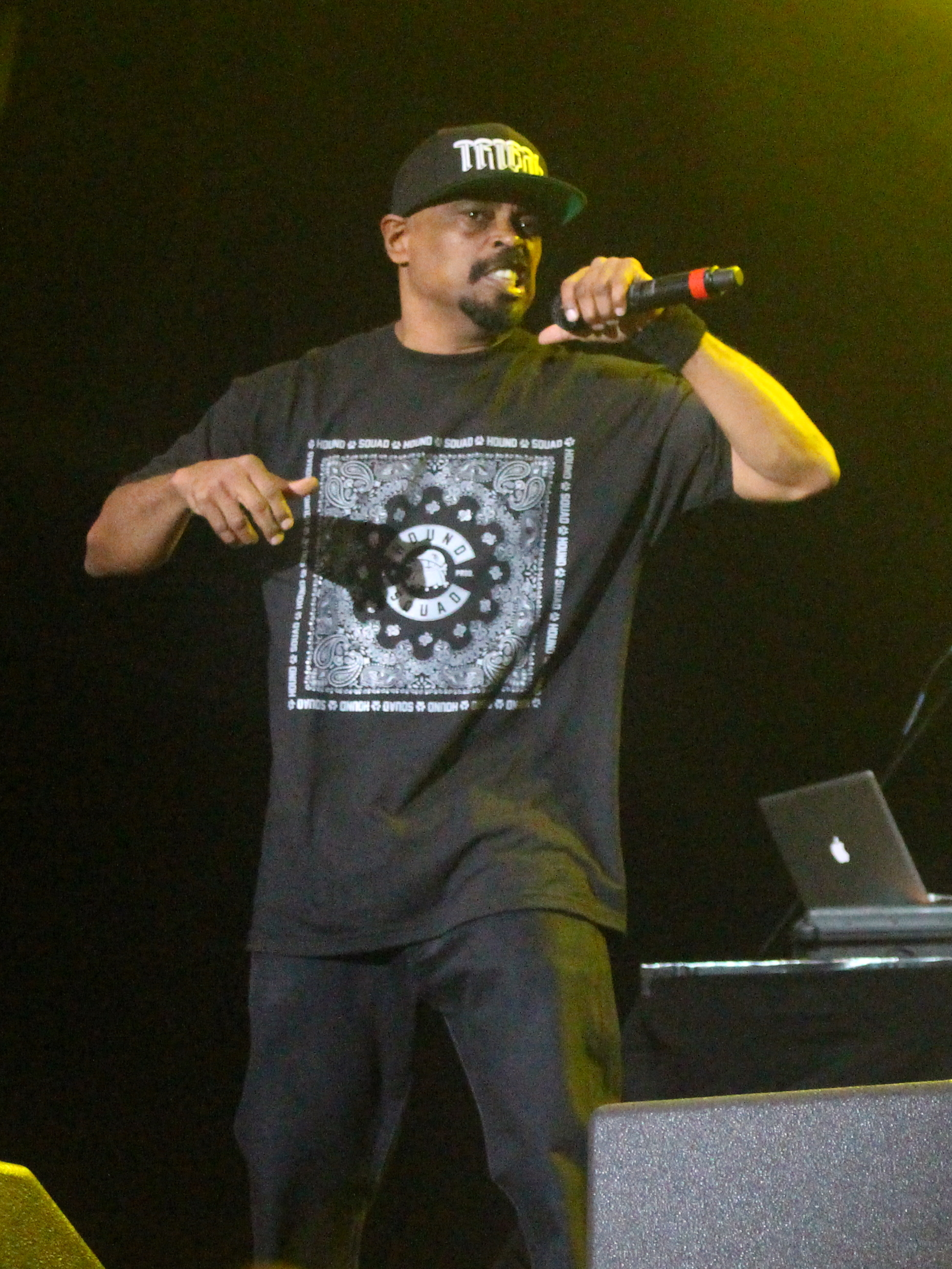
Sen Dog mit Cypress Hill am Nova Rock 2016

Sen Dog (* 20. November 1965 in Havanna, Kuba, bürgerlich Senen Reyes) ist ein kubanischer Rapper. Er ist Gründungsmitglied der US-amerikanischen Hip-Hop Band Cypress Hill. 

## Biografie
Sen Dog wuchs zunächst in Kuba auf. Als er sechs Jahre alt war, verließ seine Familie Kuba. Sie zogen über Miami und New Jersey nach Kalifornien. Dort wuchs er in South Gate im Los Angeles County auf. 
Zusammen mit seinem Bruder Mellow Man Ace und seinem zukünftigen Bandkollegen B-Real entdeckte er hier den Lebensstil in einer Gang und seine Passion für Hip-Hop. Er wurde dort Mitglied einer Bloods-Gang.
Neben Cypress Hill hat Sen Dog auch noch andere Projekte. Er hat die Crossoverband SX-10 gegründet und war mit dieser auch auf Tournee. Zusammen mit seinem jüngeren Bruder Mellow Man Ace formierte er 2006 das Duo The Reyes Brothers und betreibt das Label Latin Thug Records. 2017 gründete er zusammen mit Billy Graziadei (Biohazard), Roy Lozano (Downset), Christian Oldewolbers (x-Fear Factory) und Fernando Schaefer (Worst) die Band Powerflo.

## Diskografie
Für Veröffentlichungen mit Cypress Hill siehe dort.
Mit SX 10:
- 2000: Mad Dog American
- 2005: Rhymes in the Chamber

Mit The Reyes Brothers:
- 2006: Ghetto Therapy

Solo: 
- 2007: Sen Dog Presents: Fat Joints (Volume 1)
- 2008: Diary of a Mad Dog

## Filmografie
- 1993: The Meteor Man
- 1998: Love Kills
- 2001: So High
- 2006: Six Thugs